# Geomyersia coggeri
Geomyersia coggeri là một loài thằn lằn trong họ Scincidae. Loài này được Greer mô tả khoa học đầu tiên năm 1982.